# Hr.Ms. Hollandia (1939)
De Hr.Ms. Hollandia (HMV 4) was een Nederlandse hulpmijnenveger. Het schip was gebouwd als IJM 78 door de Duitse scheepswerf Schiffswerft Unterweser te Wesermünde. Het schip werd gevorderd als gevolg van het afkondigen van de mobilisatie op 29 augustus 1939. Nadat het schip was omgebouwd tot hulpmijnenveger 4 werd het op 12 september 1940 in dienst genomen.
De Hollandia was een van in totaal tien trawlers die in augustus 1939 zijn gevorderd. De andere negen trawlers waren: Andijk, Aneta, Azimuth, Alkmaar, Bloemendaal, Ewald, Maria R. Ommering, Walrus, Witte Zee.
Na de val van Nederland werd het schip door de Duitse strijdkrachten veroverd en in dienst genomen. Na de oorlog keerde het schip terug in Nederlandse dienst als sleepboot met de naamseinen RS 7, and A 847.